# Apocalisse di Mosè
L'Apocalisse di Mosè è un apocrifo dell'Antico Testamento, versione in lingua greca dell'apocrifo giudaico Vita di Adamo ed Eva (I secolo d.C.). Appartiene al genere apocalittico.